# دائرة تبلبالة
Tbalbala 
دائرة تبلبالة إحدى دوائر ولاية بني عباس الجزائرية . عاصمتها هي تبلبالة وتضم بلديات:
- تبلبالة